# Dimítrios Miaoúlis
Pour les articles homonymes, voir Famille Miaoúlis.
Dimítrios Miaoúlis (en grec moderne : Δημήτριος Μιαούλης), né en 1784 à Hydra et décédé en 1836, était un homme politique grec et combattant de la guerre d'indépendance grecque.
Dimítrios Miaoúlis était le fils d'Andréas Miaoúlis. Il commanda une flotte hydriote dès le début de la guerre d'indépendance.
En septembre 1825, il mena la délégation grecque qui remit au gouvernement britannique un « Acte de Soumission » par lequel la Grèce se plaçait sous la protection du Royaume-Uni, sur le modèle des États-Unis des Îles Ioniennes.
Il est mort en 1836. Il eut de son épouse Maroússa Voudoúri trois enfants, Andréas (en), Nikólaos et Dimítrios (en).